# Épouvante (film)
Pour les articles homonymes, voir Épouvante.
Ne doit pas être confondu avec Something Always Happens.
Pour plus de détails, voir Fiche technique et Distribution.
Épouvante (Something Always Happens) est un film américain  réalisé par Frank Tuttle, sorti en 1928.

## Fiche technique
- Titre original : Something Always Happens
- Titre français : Épouvante
- Réalisation : Frank Tuttle
- Scénario : Raymond Cannon, Herman J. Mankiewicz, Florence Ryerson, Frank Tuttle
- Photographie : J. Roy Hunt
- Montage : Verna Willis
- Producteurs : Jesse L. Lasky, Adolph Zukor
- Pays de production : États-Unis
- Format : Noir et blanc - 1,33:1 - Film muet
- Durée : 50 minutes
- Date de sortie :
  - États-Unis : 24 mars 1928

## Distribution
- Esther Ralston : Diana Mallory
- Neil Hamilton : Roderick Keswick
- Sōjin Kamiyama : Chang-Tzo
- Charles Sellon : Perkins
- Roscoe Karns : George
- Lawrence Grant : le comte de Rochester
- Mischa Auer : Clark
- Noble Johnson : la Chose
- Vera Lewis : la comtesse Agathe
- George Y. Harvey : un inspecteur de Scotland Yard